# Fourth Dimension (àlbum)
Fourth Dimension és el quart àlbum de la banda finlandesa de power metal Stratovarius. Va ser enregistrat entre juny i octubre de 1994 i llençat l'11 d'abril de 1995 a través de la discogràfica alemanya T&T, filial de Noise Records. És el primer àlbum on participa el cantant Timo Kotipelto, després que Timo Tolkki, que fins llavors s'encarregava tant de la veu principal com de les guitarres, decidís dedicar-se exclusivament a la guitarra. Per altra banda, també es tracta de l'últim àlbum del teclista Antti Ikonen i de l'únic integrant inicial que restava dins la banda, el baterista Tuomo Lassila, ja que tots dos deixarien la banda a finals de 1995 a causa de les dieferències musicals que els separaven del líder del grup, el guitarrista Timo Tolkki.
La cançó "Twilight Symphony" és la primera cançó de la banda en utilitzar una orquestra de corda en el seu enregistrament gràcies a l'arranjament que el baterista Tuomo Lassila va dur a terme.
El títol de la cançó "030366" està inspirat en el dia de l'aniversari de Timo Tolkki, el 03/03/1966.

## Llista de cançons
Totes les cançons foren compostes per Timo Tolkki.
| Núm.          | Títol                    | Lletra                      | Durada |
| ------------- | ------------------------ | --------------------------- | ------ |
| 1.            | «Against the Wind»       | Timo Kotipelto, Timo Tolkki | 3:48   |
| 2.            | «Distant Skies»          | Tolkki                      | 4:10   |
| 3.            | «Galaxies»               | Kotipelto, Tolkki           | 5:01   |
| 4.            | «Winter»                 | Tolkki                      | 6:32   |
| 5.            | «Stratovarius»           | Instrumental                | 6:22   |
| 6.            | «Lord of the Wasteland»  | Tolkki                      | 6:10   |
| 7.            | «030366»                 | Tolkki                      | 5:47   |
| 8.            | «Nightfall»              | Tuomo Lassila, Tolkki       | 5:09   |
| 9.            | «We Hold the Key»        | Kotipelto, Tolkki           | 7:53   |
| 10.           | «Twilight Symphony»      | Tolkki                      | 7:00   |
| 11.           | «Call of the Wilderness» | Instrumental                | 1:30   |
| Durada total: | Durada total:            | Durada total:               | 59:22  |

## Crèdits
- Timo Kotipelto – veu principal, veus de suport
- Timo Tolkki – guitarres, veus de suport, enginyer de so, mescla, productor
- Antti Ikonen – Teclats
- Tuomo Lassila – bateria, arranjament (pista 10)
- Jari Kainulainen – baix elèctric
- Marko Vaara – veus de suport
- Kimmo Blom – veus de suport
- Kimmo Tullila – orquestra de corda (pista 10)
- Marika Bister – orquestra de corda (pista 10)
- Petteri Poljärvi – orquestra de corda (pista 10)
- Antero Manninen – orquestra de corda (pista 10)
- Mika Jussila – masterització
- Markus Itkonen – Disseny artístic de la portada